# Compsothraupis loricata
La tangara gorjirroja (Compsothraupis loricata) también denominada frutero de garganta carmín, es una especie de ave paseriforme de la familia Thraupidae, la única del género monotípico Compsothraupis . Es endémica de la región oriental árida de Brasil.

## Distribución y hábitat
Se distribuye por el este de Brasil desde el este de Maranhão, Piauí, Ceará, Pernambuco y Alagoas hacia el sur hasta el centro oeste de Goiás y  norte de Minas Gerais.
Esta especie es considerada poco común en su hábitat natural: la región de la caatinga y los bosques de galería, a menudo cerca de agua, principalmente hasta los 1000 m de altitud.

## Descripción
Mide 21,5 cm de longitud, es un tráupido grande que más parece un ictérido a pesar de que su pico es más robusto y menos cónico. Es macho es mayormente de color negro azulado brillante, con la garganta y hasta la mitad del pecho carmín y piel negra desnuda alrededor y detrás de los ojos. El macho adulto es inconfundible, pero los juveniles y la hembra, que son tottalmente negros, recuerdan a algunos ictéridos, especialmente al chopí (Gnorimopsar chopi).

## Comportamiento
En general, el comportamiento también se parece con el de los ictéridos. Anda en grupos pequeños de seis a ocho individuos, los machos siempre en minoría, aunque por lo menos uno siempre está presente; algunas veces acompañados por ictéridos, como el varillero congo (Chrysomus ruficapillus) o al tordo renegrido (Molothrus bonariensis). Es conspícuo, puede parecer perezoso y hasta manso, algunas veces encaramado en una rama expuesta por largos períodos.

### Vocalización
Emite un llamado sonoro, como de ictérido «chert» o «kiuh», frecuentemente repetido y regularmente dado en vuelo. El canto de la madrugada es una versión más timbrada de esta nota, a veces repetida incansablemente.

## Sistemática

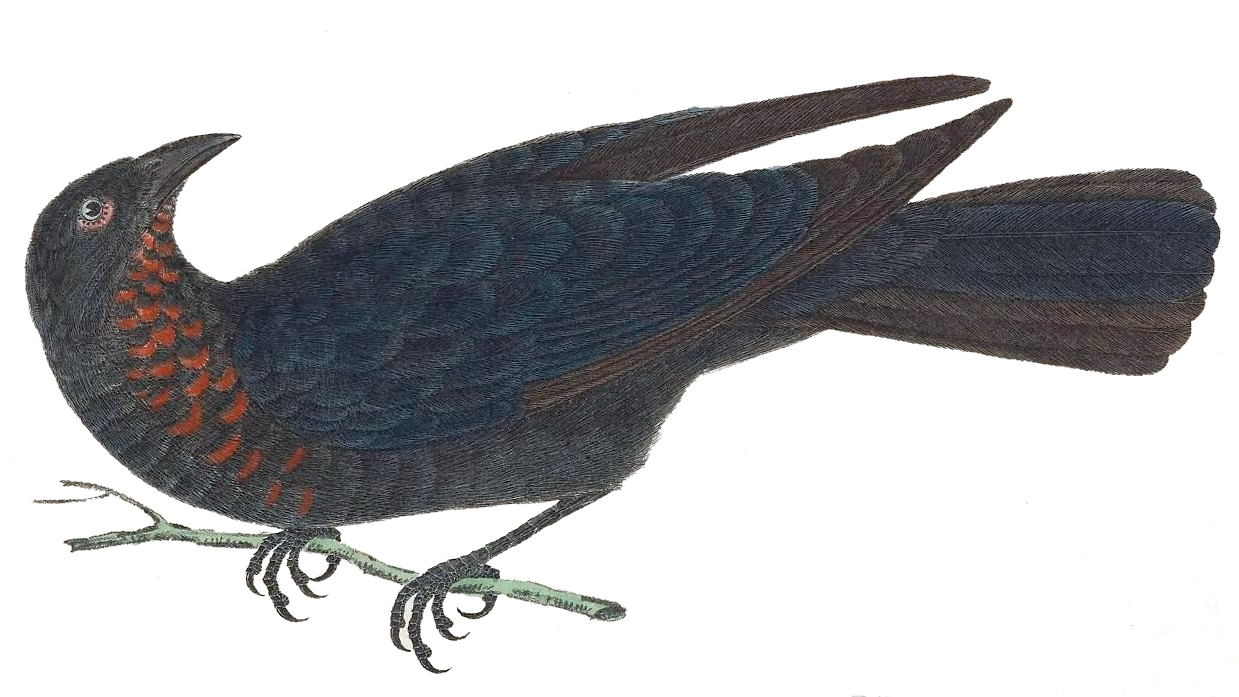
Tanagra rubrigularis = Compsothraupis loricata, ilustración en Spix Avium Species Novae, 1824-1825.

### Descripción original
La especie C. loricata fue descrita por primera vez por el naturalista alemán Martin Lichtenstein en 1819 bajo el nombre científico Tanagra loricata; su localidad tipo es: «noreste de Brasil, se sugiere Ceará».
El género Compsothraupis fue propuesto por el ornitólogo estadounidense Charles Wallace Richmond en 1915, para substituir al género Lamprotes Swainson, que era inválido por estar pre-ocupado por un género de Lepidoptera.

### Etimología
El nombre genérico femenino «Compsothraupis» se compone de las palabras del griego «kompsos: bonito, y «thraupis»: pequeño pájaro desconocido, tal vez algún tipo de pinzón (en ornitología thraupis significa tangara);   y el nombre de la especie «loricata», proviene del latín «loricatus»: vestido con armadura o escudo del pecho, en referencia al pecho color carmín.

### Taxonomía
Es monotípica. Los amplios estudios filogenéticos recientes de Burns et al. (2014) demuestran que el presente género está hermanado con Sericossypha y el par formado por ambos con Cyanicterus, por su vez, el clado resultante está hermanado con Nemosia, en una subfamilia Nemosiinae.